# Good for U
『Good for U』(グッドフォーユー)はBoAの配信限定シングル。

## 解説
配信限定シングルとしては『Young & Free』から約3ヶ月ぶりのシングル。音源配信より前の8月9日にwith MUSICで公開された。

## 収録曲
1. Good for U (3:25)
作詞：Shoko Fujibayashi
作曲：Ludwig Digren、Emma Sahlberg、Bo Danerius